# Allerseelen
Allerseelen — австрийский музыкальный проект, исполняющий музыку в стилях неофолк и мартиал-индастриал. Вокалист и автор всей музыки и текстов — Герхард «Kadmon» Петак. Allerseelen неоднократно выступали с концертами, в том числе и в России.

## История
Герхард Петак начал свою музыкальную карьеру, сотрудничая с проектом Zero Kama (для которого играл на литаврах), и «Театром оргий и мистерий» Германа Нича (как ударник). В 1987 году он вместе с Клеменсом Шпаннингером, Леопольдом Графом и Гердом Холоубеком основал группу Allerseelen, которая, однако, распалась после нескольких концертов. Для себя он выбрал псевдоним «Kadmon», взятый из каббалы (Адам Кадмон). В 1989 году проект был возрожден, но уже с Петаком в качестве единственного постоянного участника.
Первый CD под названием «Cruor», вышедший в 1994 году, был сборником инструментальных записей периода 1989—1993 гг., ранее издававшихся только на кассетах. В качестве источников вдохновления были указаны Throbbing Gristle и тибетская ритуальная музыка. Второй альбом, «Gotos=Kalanda», был вдохновлен тематикой ариософии (в частности, творчеством Карла Вилигута), что в сочетании с чёрным солнцем на обложке альбома вызвало обвинения в симпатиях к ультраправым идеям. В качестве своеобразного ответа на эти обвинения в переиздание «Gotos=Kalanda» 2005 года был включен трек, основанный на песне «Lied der Gefangenen» немецкого певца-антифашиста Эрнста Буша. В 1997 году вышел третий альбом под названием «Sturmlieder», вдохновленный фильмом «Святая кровь» Алехандро Ходоровски, каббалой, и творчеством Эрнста Юнгера и Фридриха Ницше. В 1999 г. вышел сборник "Stirb und Werde", основанный на инструментальном материале, записанном в 1990-99гг., с добавлением женского вокала в исполнении Sabine B.
Выход альбома «Neuschwabenland» (2000) был отмечен изменением в звучании Allerseelen, которое сам Петак охарактеризовал как «fin de siècle military pop». Тексты основаны на творчестве Германа Гессе, Мигеля Серрано, Эрнста Юнгера, и даже Мориса Сендака (трек «Wo die wilden Kerle wohnen»). Альбом «Venezia» (2001) в целом продолжил линию, начатую на «Neuschwabenland», с добавлением элементов джаза и неоклассики. Последующие альбомы были записаны при помощи участников Circe («Edelweiss» 2005 года), и Von Thronstahl («Hallstatt» 2007 года). Начиная с выхода «Hallstatt», Петак стал использовать новый псевдоним, совпадающий с названием альбома. Многие альбомы Allerseelen были изданы на собственном лейбле Петака Aorta Records, сотрудничающим со Steinklang Industries. На Aorta Records также выпускались записи дружественных Allerseelen проектов (например, Ô Paradis).
Критики неоднократно обвиняли Allerseelen в симпатиям к правому радикализму, в том числе и из-за статей Петака на оккультные и эзотерические темы, в которых затрагивалась и тема нацистского мистицизма. В частности, творчество Allerseelen рассматривалось в брошюрах о правом экстремизме, изданных МВД Северного Рейна-Вестфалии в сентябре 2008 года. В качестве ответа на эти обвинения Герхард Петак выступил со следующим заявлением:
«Мы верим в силу человеческого разума и искусства. Наши источники вдохновения — сюрреализм, символизм, работы прерафаэлитов… У нас есть тексты на стихи Райнера Марии Рильке, Германа Гессе и его жены Нинон. Рикарда Хух, чьё прекрасное стихотворение „Sturmlied“ мы уже положили на музыку несколько раз, последний раз в стиле фламенко, была яростным критиком Третьего рейха. Еще один трек Allerseelen в том же стиле, „Sonne Golthi-ade“, основан на рунической поэме Фридриха Бернхарда Марби — этот поэт несколько лет провел в заключении в различных концлагерях во времена нацистов. Любовь к нашей малой родине — таким регионам, как Страна Басков, как Каталония, Корсика, Австрия, Южный Тироль, Словения — удерживает нас от прославления тоталитарных или авторитарных госструктур и систем.»

## Дискография

### Демо и кассеты
- Morgenröte (1988)
- Autdaruta (1989)
- Desaster (1989)
- Flamme und Asche (1989)
- Lacrima Christi (1989)
- Requiem (1989)
- Schwartzer Rab (1989)
- Autdaruta (1990)
- Auslese (1992)

### Альбомы
- Cruor (1994)
- Gotos=Kalanda (1995)
- Sturmlieder (1996)
- Stirb und werde (1999)
- Neuschwabenland (2000)
- Venezia (2001)
- Abenteuerliches Herz (2002)
- Flamme (2004)
- Edelweiss (2005)
- Hallstatt (2007)
- Rauhe Schale (2010)
- Terra Incognita (2015)
- Dunkelgraue Lieder (2017)
- Chairete Daimones (2019)

### Сборники
- Archaische Arbeiten (2003)
- Heimliche Welt (2004)
- Cruor (2006)

### Другие релизы
- Walked in Line / Ernting (сплит с Blood Axis, 1995)
- Käferlied / Brian Boru (сплит с Blood Axis, 1998)
- Alle Lust will Ewigkeit / Traumlied (сингл, 1999)
- Nornar Nagli / Panzergarten (сингл, 2000)
- Canço De Somni / Marqués De Púbol (сплит с Circe и Dakshinewar, 2001)
- Knistern / Löwin (сингл, 2002)
- Funke / El Astro Rey (сплит с Ô Paradis, 2003)
- Pedra (макси-сингл, 2003)
- Gefiederte Träume (2004)
- Knospe (сингл, 2005)
- Barco Do Vinho (сплит с Sangre Cavallum, 2005)
- Men Among the Ruins (сплит с Changes, 2006)
- Georg Trakl. Umnachtung (сплит с российскими проектами Otzepenevshiye и Neutral, 2008)
- Ultima Thule (сплит с Ataraxia, 2008)
- Wintersonnenwende (сингл, 2008)
- Sonne Golthi-Ade (сингл, 2009)